# Automobiles Alcyon

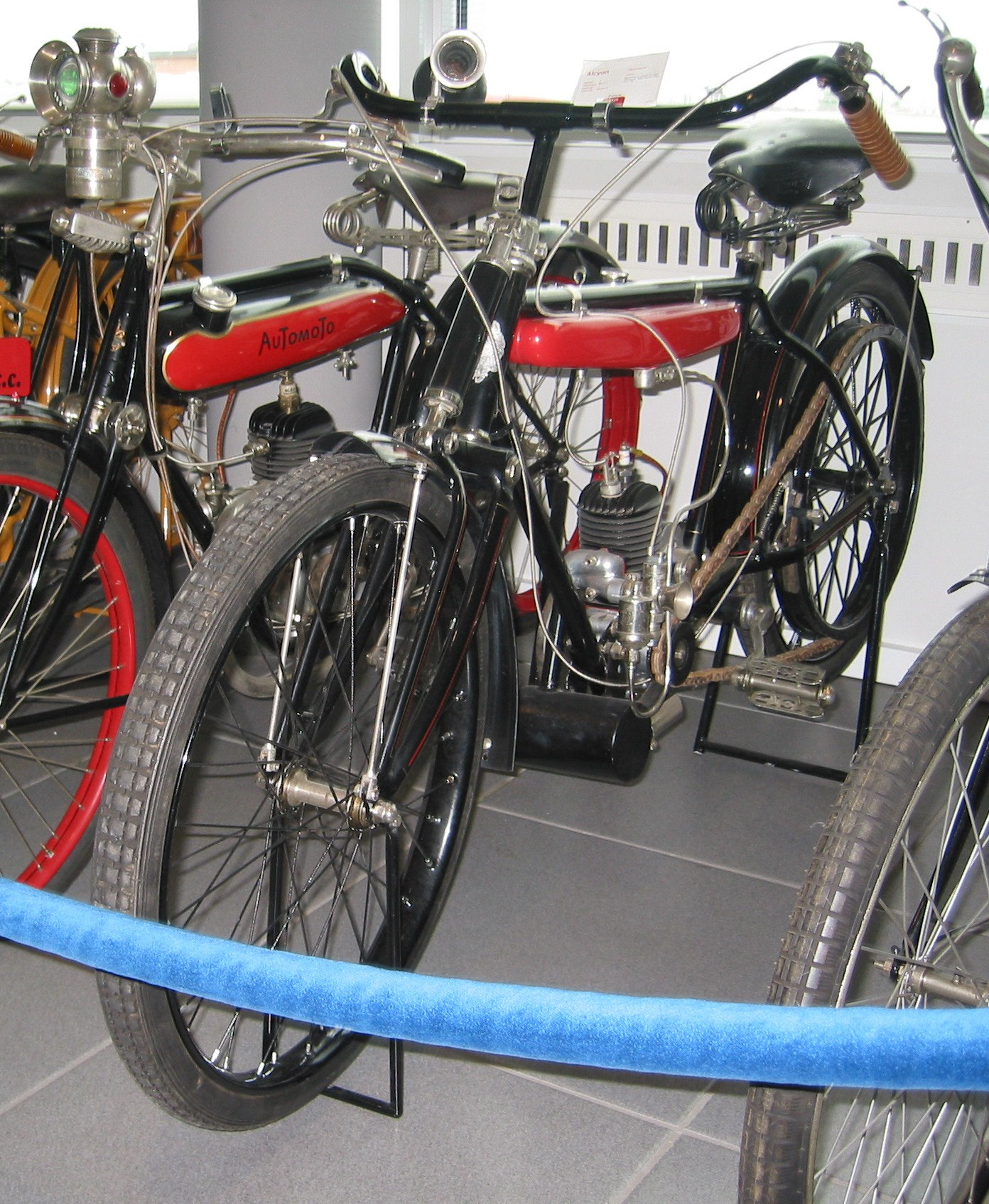
Alcyon-Motorrad von 1925

Automobiles Alcyon war ein französischer Hersteller von Fahrrädern, Motorrädern und Automobilen.

## Unternehmensgeschichte
Edmond Gentil gründete 1890 das Unternehmen in Neuilly-sur-Seine zur Fahrradproduktion 1902 kam die Produktion von Motorrädern dazu. Ab 1906 wurden auch Autos hergestellt. Ab 1912 befand sich das Unternehmen in Courbevoie. 1914 erfolgte die Umbenennung in Automobiles Alcyon. Nach dem Ersten Weltkrieg wurde dem Motorradbau Vorrang eingeräumt und der Automobilbau eingeschränkt. 1928 endete die Produktion von Autos. 1963 endete auch die Motorradproduktion.

## Automobile
Ab 1906 entstanden Voituretten, die auch im Motorsport eingesetzt wurden, sowie Modelle mit Vierzylindermotoren. Der 8 CV von 1907 hatte einen Einzylindermotor mit 1039 cm³ mit einer Bohrung von 105 mm und einem Hub von 120 mm. Im Jahr 1906 wurde noch der 7 CV Einzylindermotor mit 724 cm³ aus 96 mm Bohrung und 100 mm Hub angeboten. Das Getriebe hatte 3 Gänge. Der Radstand betrug 1970 und die Spurweite 1100 mm. Dieses Fahrzeug diente als „Vorlage“ für den Hansa A6. Der 10 CV hatte eine Zweizylindermotor mit 1418 cm³ mit einer Bohrung von 85 mm und einem Hub von 125 mm. Der 12 CV von 1910 hatte einen Hubraum von 2120 cm³ mit 75 mm Bohrung und 120 mm Hub. Der 14/16 CV hatte einen Hubraum von 2837 cm³ mit ebenfalls einer Bohrung von 85 mm und einem Hub von 125 mm. Vor dem Ersten Weltkrieg stammten sämtliche in Pkw eingebaute Motoren von Zedel. Nach dem Ersten Weltkrieg ergänzte ein Cyclecar das Angebot. Es ähnelte dem Sima-Violet. Für den Antrieb sorgten Einzylinder- und Zweizylinder-Zweitaktmotoren mit maximal 500 cm³ Hubraum.
Automobile dieser Marke sind im Musée Henri Malartre in Rochetaillée-sur-Saône und im Automuseum Oldtimer in Reninge zu besichtigen.

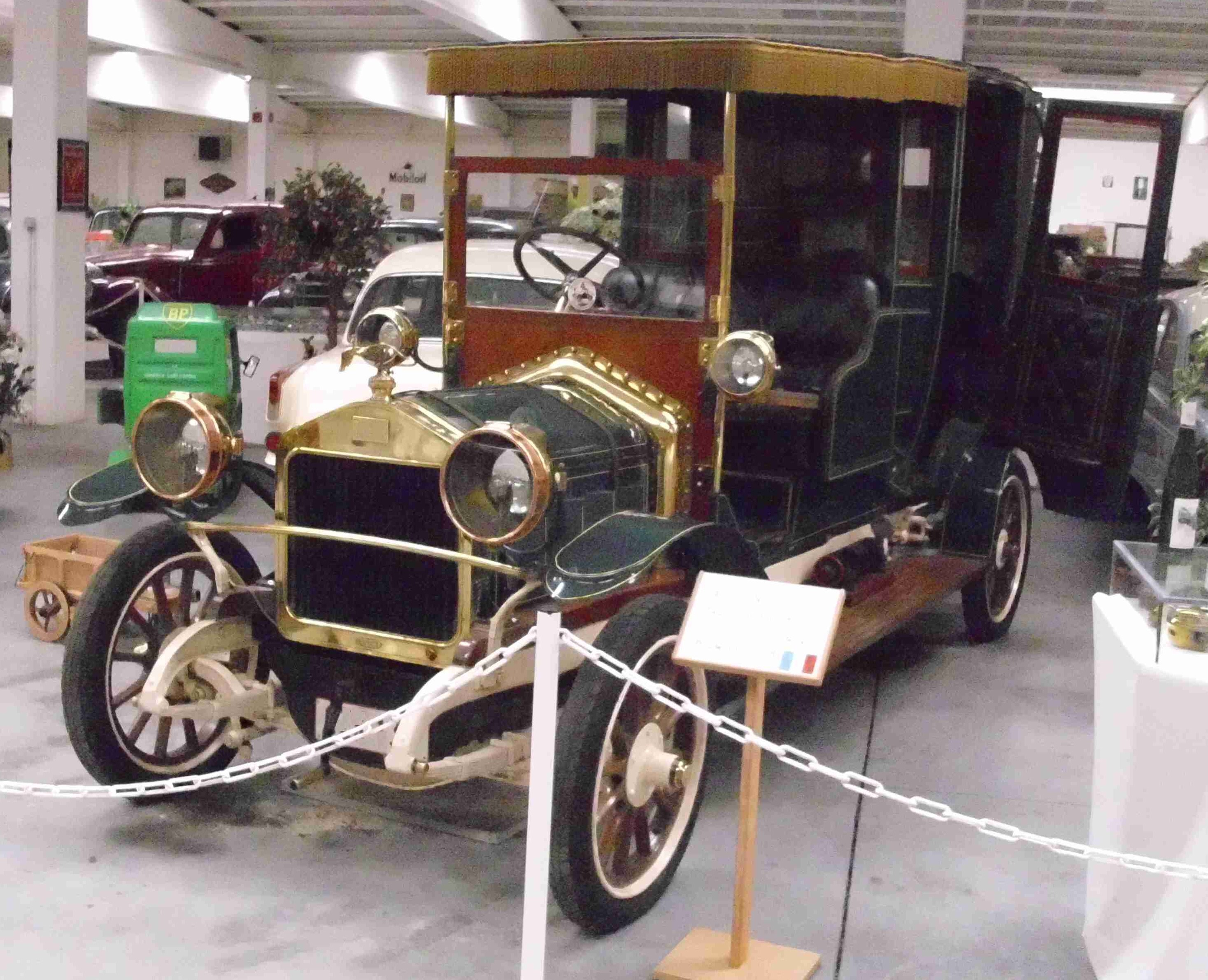
Alcyon von 1908
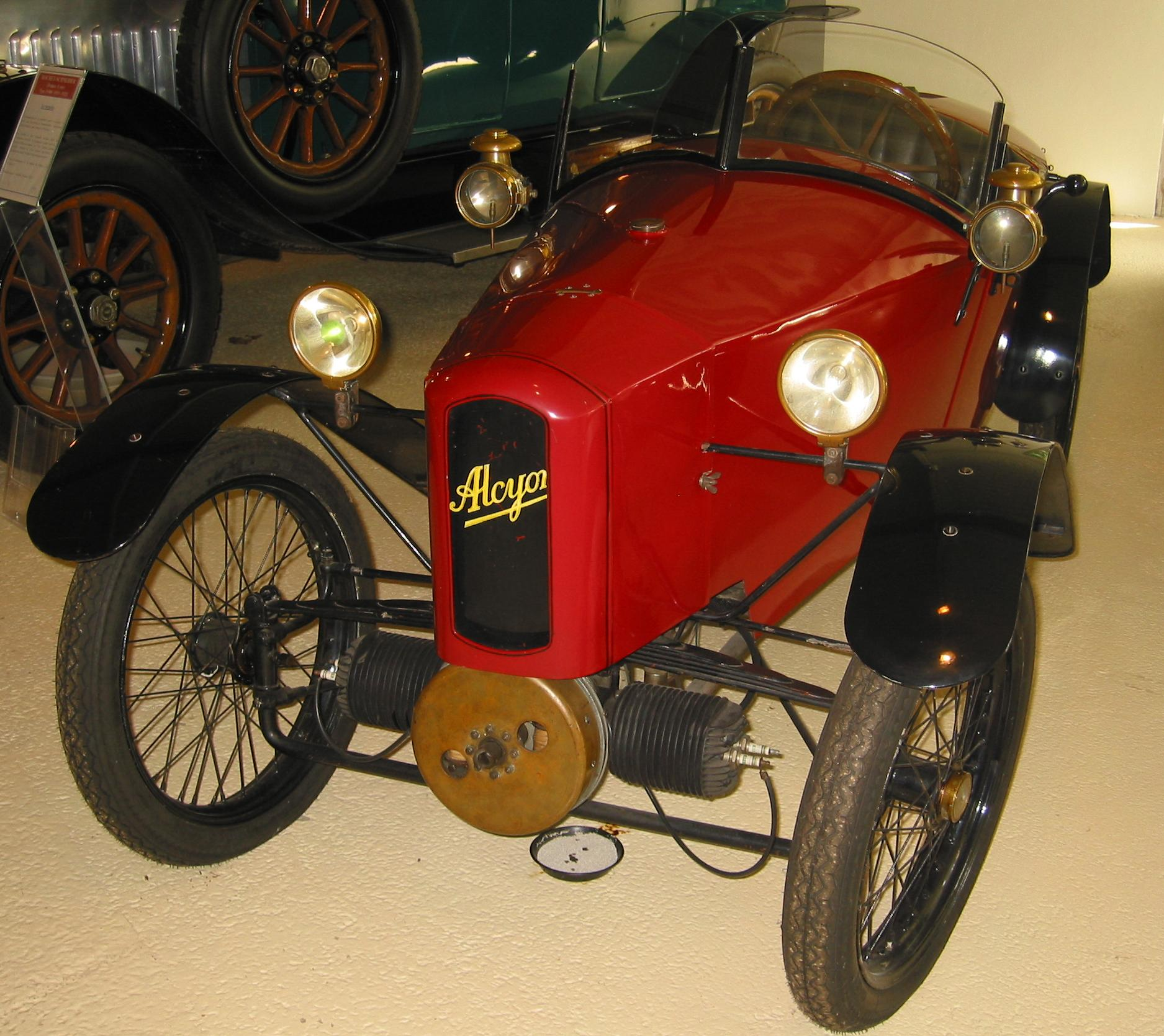
Alcyon von 1921
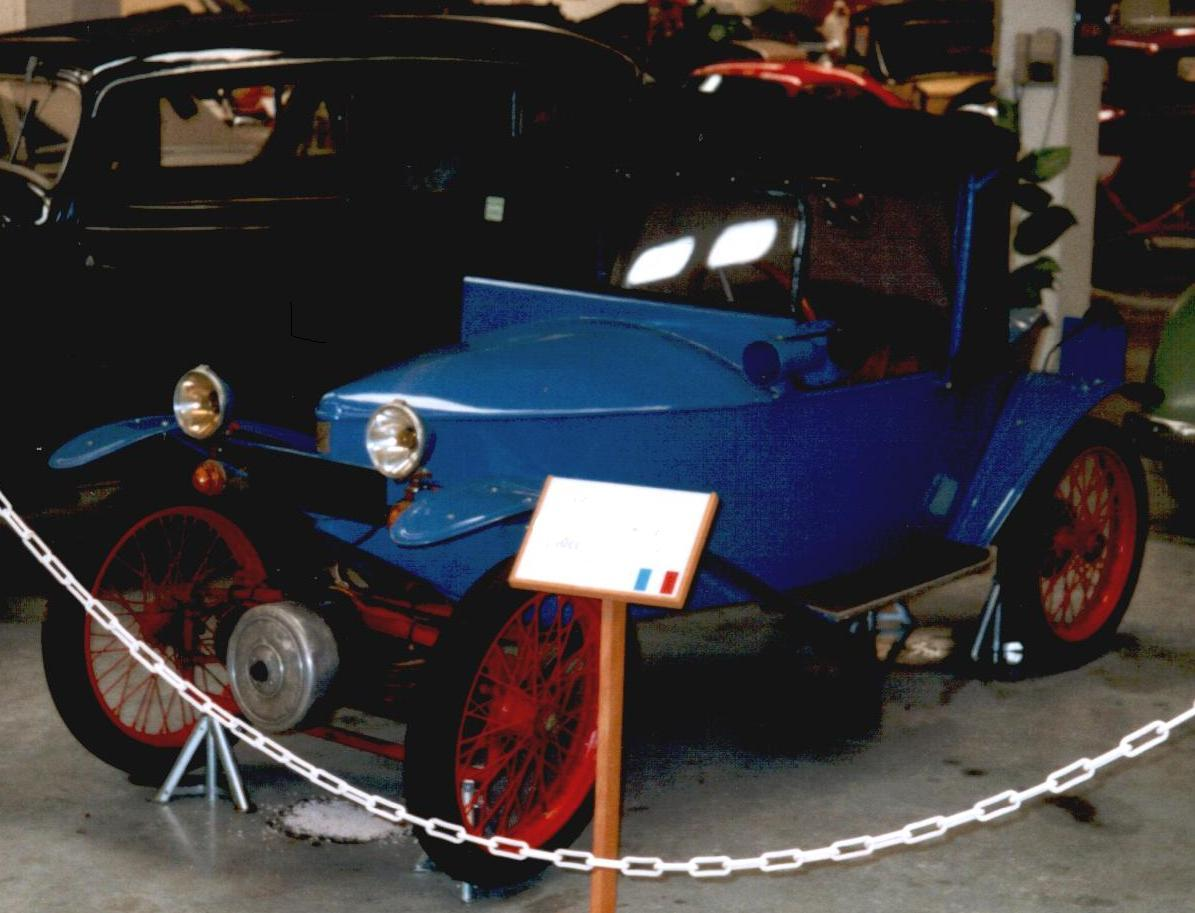
Alcyon von 1925